# Wilhelm Eberschweiler

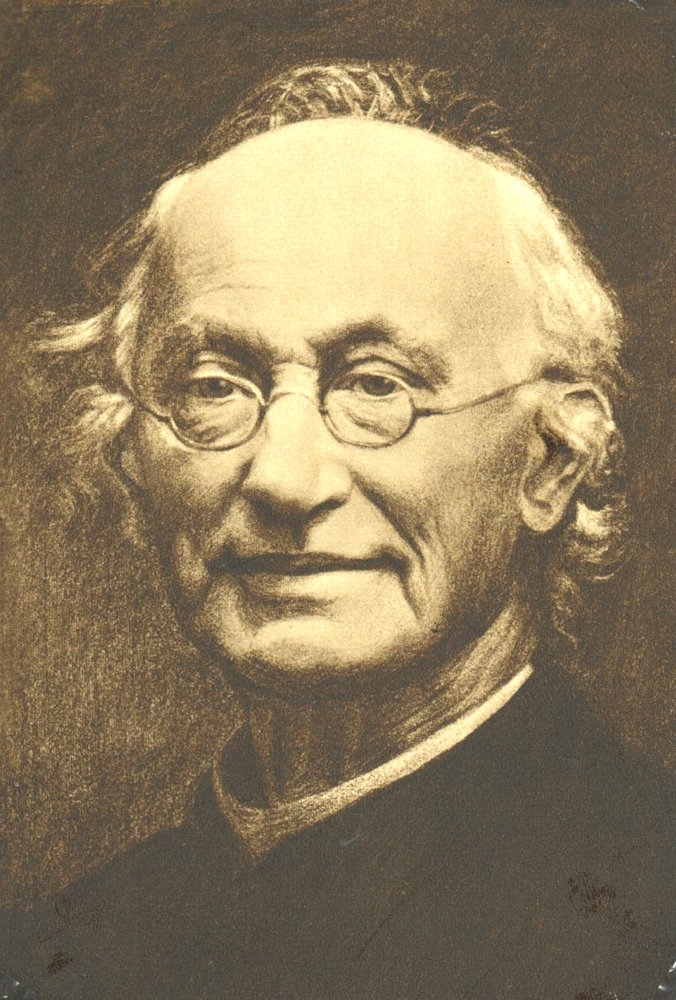
Wilhelm Eberschweiler SJ

Wilhelm Nikolaus Eberschweiler SJ (* 5. Dezember 1837 in Püttlingen; † 23. Dezember 1921 Landgut Exaten bei Baexem) war ein deutscher Jesuit, Mystiker, Rektor und Novizenmeister.

## Herkunft und Leben
Wilhelm Eberschweiler war ein Sohn des aus Felsberg/Neuforweiler stammenden und in Püttlingen tätigen Volksschullehrers Johann Franz Eberschweiler (1812–1889) und dessen aus Ernst an der Mosel stammenden Ehefrau Johanna Margareta, geb. Nöhren (1804–1891). Aus der Ehe gingen insgesamt fünf Söhne und zwei Töchter hervor, wovon jedoch ein Sohn und eine Tochter früh verstarben. Alle vier Söhne, Wilhelm war der älteste von ihnen, traten der Gesellschaft Jesu bei. In den 1840er Jahren verzog die Familie nach Waxweiler in der Eifel, nachdem der Vater dorthin versetzt worden war. Sie wohnten dort in unmittelbarer Nähe der Kirche, wohin die Mutter Wilhelm oft mitnahm. Als der Vater ein weiteres Mal versetzt wurde, zog die Familie mit ihm nach Bitburg. Hier besuchte Wilhelm die Schule und erhielt seine Erstkommunion. Bald wurde er Gehilfe des Küsters und bevorzugter Messdiener des Dechants. Als Junge von elf Jahren übernahm er in der Bitburger Nachbargemeinde Masholder die Leitung der Winterschule. Im Alter von 12 Jahren wurde Eberschweiler aus der Schule entlassen und kam, von Kaplan Persch vorbereitet, sofort in die Quinta des Friedrich-Wilhelm-Gymnasiums in Trier. Da sein Vater nur über ein jährliches Salär von 120 Talern verfügte, bestritt seine Tante Anna Maria Nöhren aus Ernst mit Erträgen aus ihren Weinbergen die Unkosten. 1851 trat er in das Bischöfliche Konvikt in Trier mit der Absicht ein, Weltpriester zu werden, worauf auch die ganz Erziehung im Konvikt hinauslief.

Als wenig später ein Oberprimaner und guter Freund sich der Genossenschaft der Lazaristen angeschlossen und ihm geschrieben hatte, wie glücklich er sich fühle, wollte Eberschweiler es ihm gleichtun. Dem Freund schrieb er zurück, dass er zu ihm kommen und Lazarist werden wolle, unter der Bedingung, dass man ihn in den äußeren Missionen verwenden solle. Eberschweiler beschloss daraufhin nach Abschluss der Unterprima das Gymnasium zu verlassen, was seinen Eltern und ganz besonders seinem Vater missfiel. In den folgenden Herbstferien besuchte ihn der Vermögensverwalter des Trierer Priesterseminars, der geschäftlich in Bitburg weilte und sprach mit ihm und seinen Eltern über die Angelegenheit. Als ihm der Herr, der zuvor Subdirektor im Konvikt gewesen war, bedeutete, dass er der Stimme Gottes ohne weiteres folgen könne, er es aber für sinnvoll hielt, erst das Gymnasium zu absolvieren, da der Verzug ja nur ein Jahr koste, stimmte er zu und schloss 1858 mit der Reifeprüfung ab. Am 30. September 1858 trat er als Novize gemeinsam mit seinem Bruder Friedrich, auch Fritz genannt, in den Jesuitenorden in Münster ein. Die Entscheidung wurde auch von seinen Eltern getragen. Später folgten ihm noch seine beiden anderen Brüder Karl und Franz. Da er durch Übereifer im zweiten Noviziatsjahr in seiner Gesundheit geschwächt war, sandten ihn seine Oberen nach Feldkirch im Vorarlberg in das dortige Knabenpensionat. Hier arbeitete er als Präfekt, unter seinen Zöglingen befand sich der spätere Kurienkardinal Franz Ehrle. Auch nachdem er das erste Gelübde abgelegt hatte, behielt er die Stellung als Präfekt, was sich jedoch änderte, als er 1862 zurück nach Münster kehrte, um sich dem Studium der Rhetorik zu widmen. Daran schlossen sich 1863 ohne Unterbrechung weitere Studien der Philosophie und Theologie am Collegium Maximum Maria Laach. Dort weihte ihn Bischof Konrad Martin von Paderborn 1864 zum Diakon und Erzbischof Paulus Melchers am 13. September 1868 zum Priester.

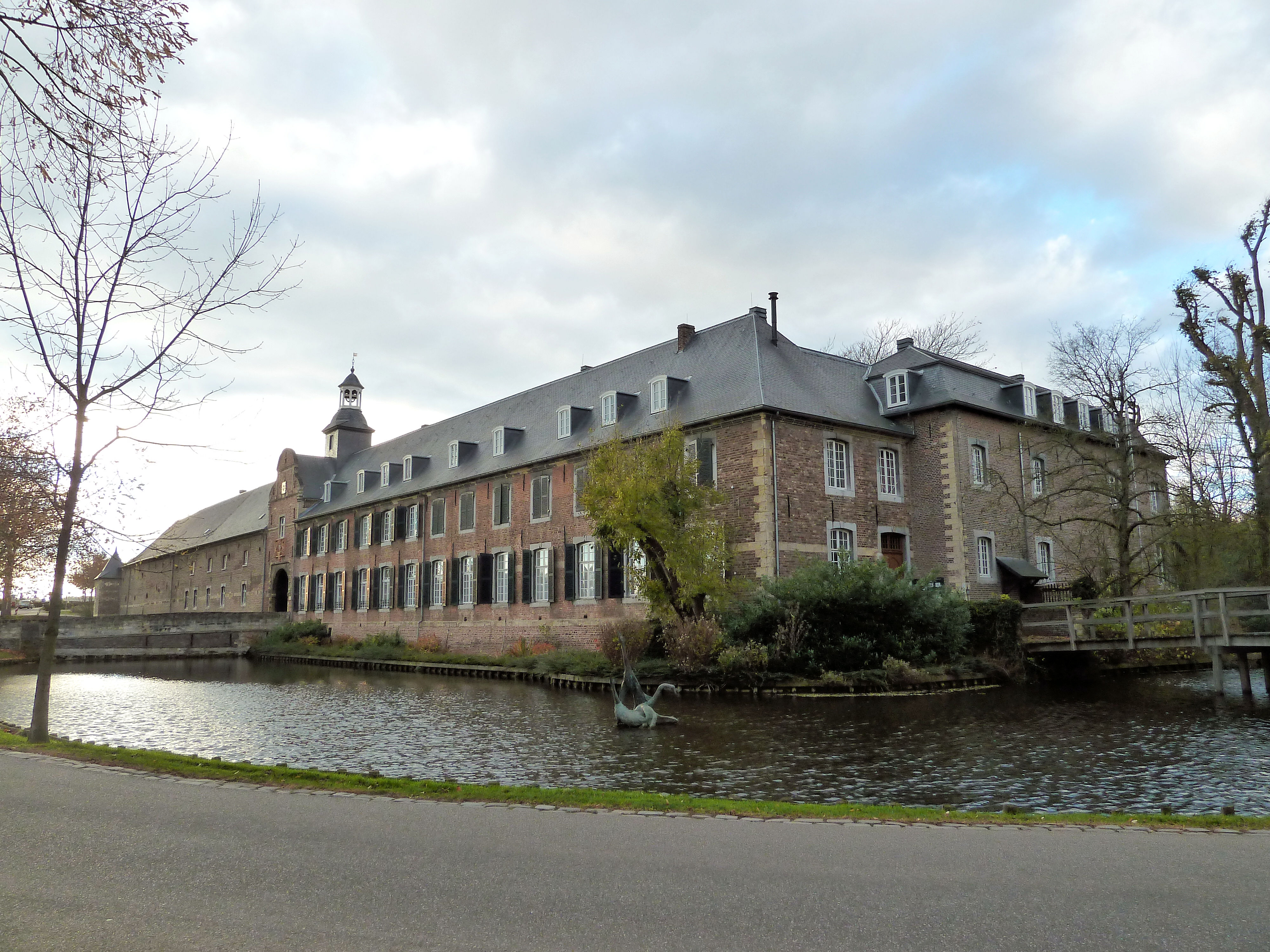
Burg Wijnandsrade

 Noch im gleichen Monat wurde er nach Aachen geschickt, wo er sich durch das Studium der Kirchenväter auf sein Predigtamt vorbereiten sollte. Da in Aachen zu der Zeit nur ein Präses für die beiden Studenten-Kongregationen und ein Prediger für die Marienkirche gebraucht wurde, übertrug man Eberschweiler beide Ämter. Um sein Tertiat zu absolvieren, ging er 1870 nach Gorheim, wo er dem Novizenmeister Moritz Meschler (1830–1912) als Sozius zur Seite stand. Nach Abschluss des Tertiats wurde er zunächst Präses der Sigmaringer Studenten-Kongregation. Als Meschler nach Münster versetzt wurde, übernahm er 1871 dessen Amt als Novizenmeister in Gorheim. Nach der Vertreibung der Jesuiten aus Deutschland während des Kulturkampfes, siedelten die Novizen im Dezember 1872 nach Exaten in der Provinz Limburg in den Niederlanden über und Eberschweiler übernahm auf der Burg Wijnandsrade das Amt als Rektor des Juniorats der Rhetorikstudenten zu Wijnandsrade. Als er 1876 einen Nachfolger in seinem Amt erhielt, kündigte ihm der Provinzial P. Caspar Hövel (1831–1899) an, er werde jetzt Spiritual [der Kommunität] sein und fügte noch die Worte bei, „ad multos annos“, auf viele Jahre! 1881 wurde er Rektor und Novizenmeister auf dem Landgut Exaten bei Baexem, das den Jesuiten gehörte. 1884 ging er nach Ditton Hall in England an das dortige Ordenskollegium, das ab 1870 jesuitische Flüchtlinge aufgenommen hatte, kehrte jedoch 1889 zurück nach Wijnandsrade und blieb dort bis 1894. Im Anschluss ging er mit seinen Juniores wieder zurück nach Exaten bei Baexem, um dort als Spiritual und als Beichtvater zu arbeiten.
Als im Jahre 1903 das Juniorat mit der Philosophie des Ignatiuskollegs in Valkenburg zusammengeführt wurde, blieb er, inzwischen hoch an Jahren, zurück in Exaten. Er war fortan Spiritual des Hauses bis zu seinem Tode. Er empfing jederzeit alle mit Freundlichkeit, verstand es von Meisterhand zu trösten, aufzumuntern, anzuspornen, wie der Seelenfriede und die Berufsfreudigkeit, die auf seinem Antlitz sich spiegelten, auch aus seinen Worten klangen. Sein Urteil war ruhig, nüchtern, vernünftig entschieden und dabei getragen von lebendigem Glaubensgeist und gleichsam verklärt durch die überaus hohe Auffassung, die er von den Aufgaben der Gesellschaft Jesu hatte. Die letzten Zeilen in sein geistliches Tagebuch, das er seit 1866 geführt hatte, schrieb er am 15. Dezember 1921. Wenige Tage später erkrankte er schwer und wurde während einer Eucharistiefeier ohnmächtig, wovon er sich nicht mehr erholte. Sein Leichnam wurde auf dem zum Haus in Exaten gehörenden Friedhof bestattet. Im Jahre 1958 wurden die sterblichen Überreste Eberschweilers aus dem niederländischen Exaten nach Trier überführt; „mit einem Zwischenstopp in Waxweiler“, wie es der Trierer Jesuitenpater Ludger van Bergen, der Vorsitzender des 1986 gegründeten Vereins Eberschweiler Bund ist und der sich für die Seligsprechung Eberschweilers einsetzte, noch wusste.

## Seligsprechungsprozess

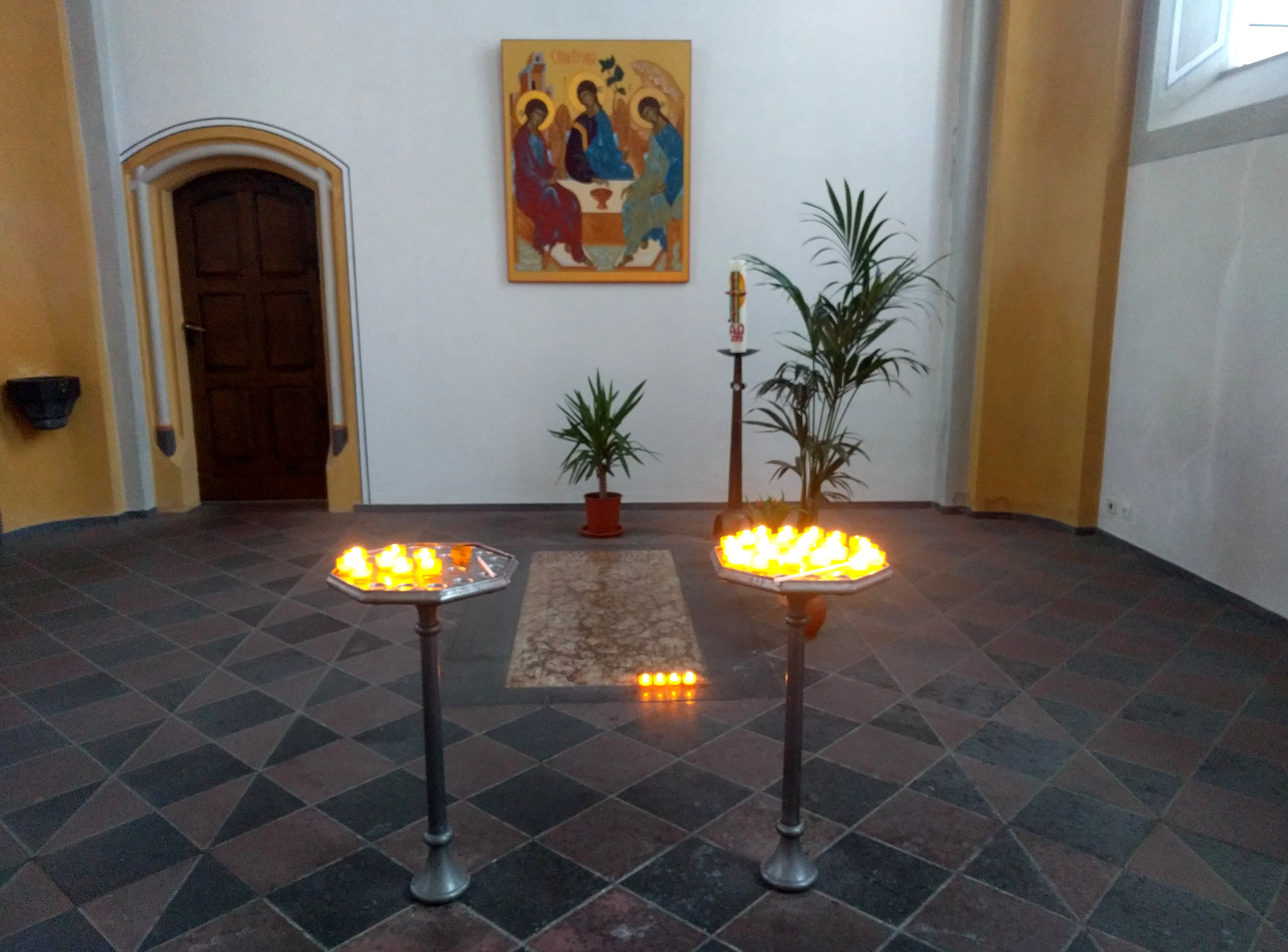
Grab von Wilhelm Eberschweiler in der Trierer Jesuitenkirche

Wilhelm Eberschweiler wurde eine mustergültige, bescheidene und treupflichtige Lebensweise bescheinigt, der stets freundlich war und immer alles sorgfältig plante. Obwohl er farbenblind war und zeitweise krankheitsbedingt unter starken Schmerzen litt, arbeitete er mit großer Disziplin und Hingabe an den Willen Gottes. Im wurden übernatürliche Begnadungen und Visionen nachgesagt, die vielfältig bezeugt und durch sein Tagebuch belegt wurden. Er selbst jedoch hielt diese mystische Begabung verborgen. Weil der Ruf der Heiligkeit nicht abnahm, wurde beginnend mit dem 30. November 1951 ein Prozess zur Seligsprechung eingeleitet. Der Informativprozess, der von der Kurie der Kirche in Trier durchgeführt wurde, dauerte bis zum 26. März 1958, dem eine ergänzende Untersuchung vom 11. Oktober 1999 bis zum 3. Juli 2001 folgte. Nach Ausfertigung einer Positio wurde die Frage erörtert, ob der Diener Gottes die Tugenden in heroischem Grade gepflegt habe, was am 20. Oktober 2016 nach einer eigens einberufenen Zusammenkunft von Theologenkonsultoren positiv beantwortet wurde.

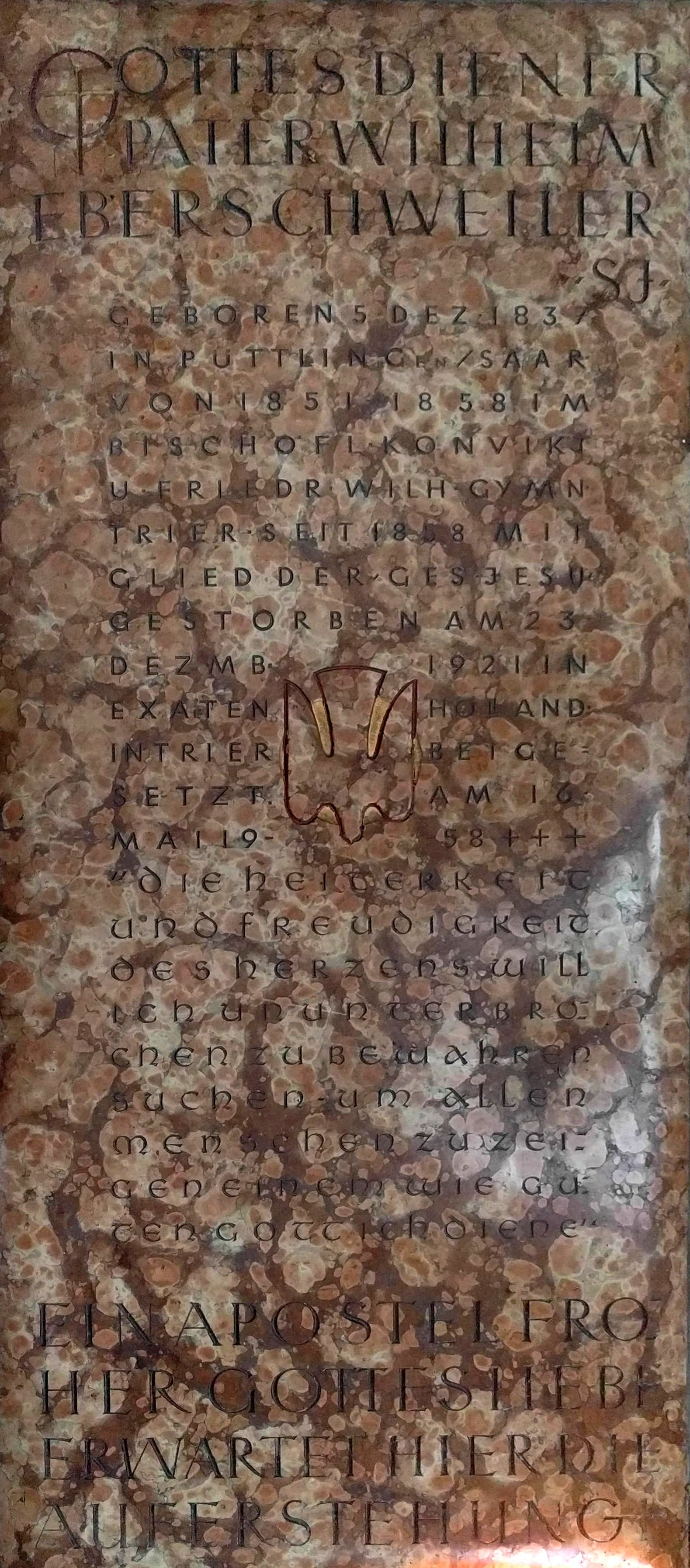
Grabplatte von Wilhelm Eberschweiler in der Trierer Jesuitenkirche

Am 6. Januar 2017 wandte sich Bischof Stephan Ackermann brieflich an die vatikanische Kongregation für Heiligsprechungsprozesse im Vatikan und plädierte dafür, dass das schon lange währende Verfahren des Tugendprozesses möglichst bald abgeschlossen werden könne, dabei beschrieb er Pater Wilhelm Eberschweiler wie folgt:

„Den Gläubigen seiner Zeit, und auch noch Generationen danach, war er eine herausragende geistliche Persönlichkeit, die es verstand, vielen Menschen Orientierung für ihr Leben zu bieten - sowohl Seminaristen und Priestern wie auch Laien.“

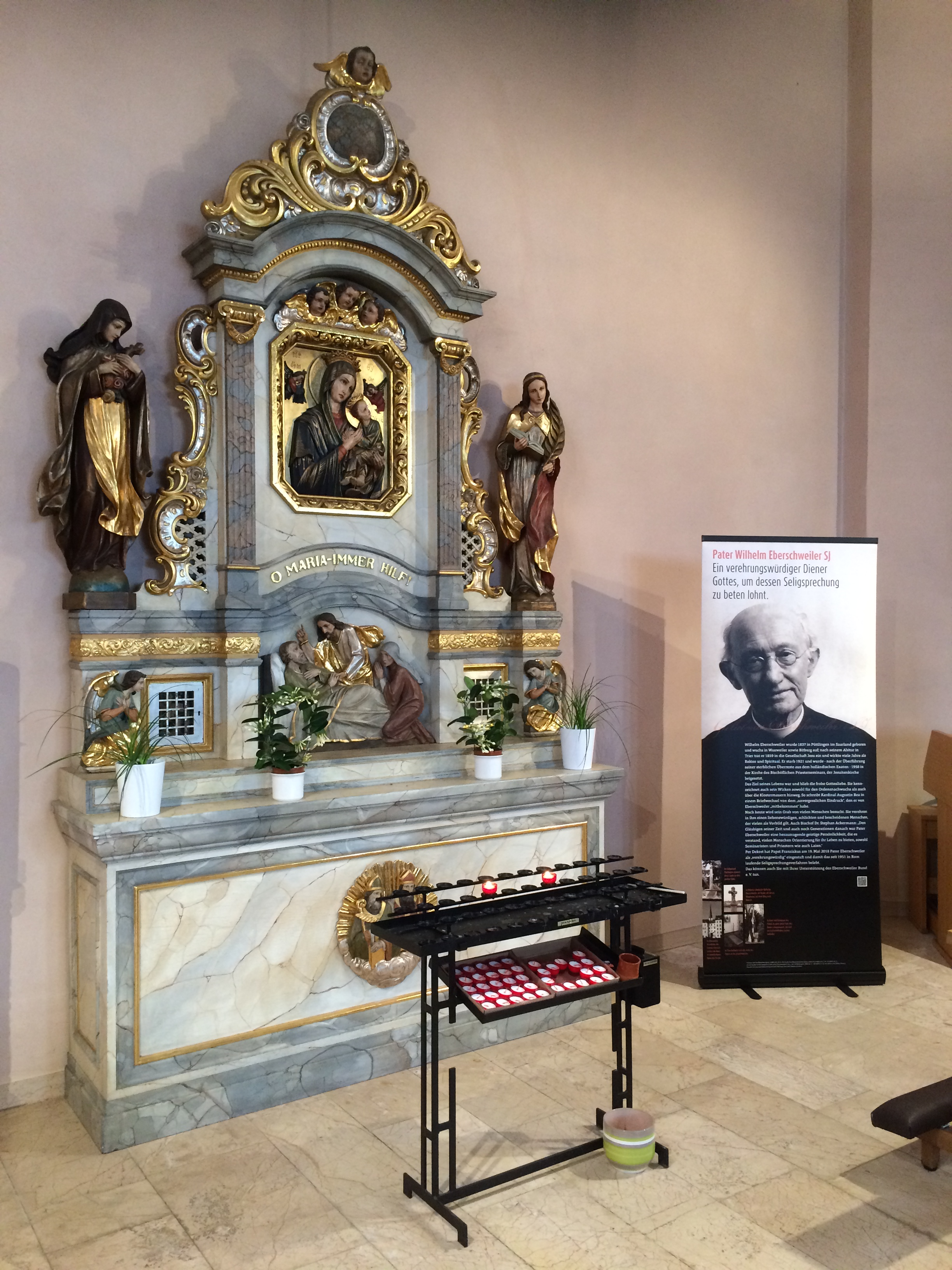
Rollup P. Wilhelm Eberschweiler in Waxweiler

 Eine hierzu erste vorläufige Antwort gab es im April 2018, als sich die Kongregation für die Ausstellung des Dekrets über den “heroischen Tugendgrad” von Pater Eberschweiler durch Papst Franziskus aussprach.

„In ihrer ordentlichen Sitzung am 24. April 2018 haben die Herren Kardinäle und Bischöfe unter meinem, des Kardinals Angelo Amatos Vorsitz erklärt, dass der Diener Gottes die göttlichen Tugenden und die damit verbundenen Kardinaltugenden in heroischem Grade geübt hat.“

Am 19. Mai 2018 veröffentlichte die Kongregation das Dekret des Papstes, das am 1. Juli 2019 im Amtsblatt des Bistums Trier bekannt gemacht wurde.
Im Jahr 2020 ließ der Eberschweiler Bund e. V. Rollups erstellen, um damit die Präsenz des laufenden Seligsprechungsprozesses vor Ort zu fördern. Die Rollups dienen dazu, in prägnanter Weise über das Leben und Wirken des Ordensmannes sowie über einige Gedenkstätten zu informieren. Aufgestellt wurden sie in den Pfarrkirchen St. Sebastian in Püttlingen, St. Johannes der Täufer in Waxweiler, Liebfrauen in Bitburg und in der Jesuitenkirche in Trier. Ferner ist noch bekannt, dass im Laufe der Jahre über 80.000 Gebetserhörungen dokumentiert wurden.

## Geschwister

### Ida Eberschweiler (1830–1914)
Ida wurde am 17. September 1830 in Bettingen geboren. Sie blieb ledig und arbeitete 33 Jahre als Haushälterin des Pfarrers Friedrich von Kloschinsky (1839–1908) in der Pfarrei St. Paulin in Trier. Nach dessen Tod wohnte sie bei den Franziskanerinnen in Trier, wo sie am 28. Dezember 1914 verstarb.

### Hugo Friedrich Eberschweiler (1839–1918)
Der Jesuiten-Pater Hugo Friedrich Eberschweiler SJ wurde am 19. Juni 1839 als drittes Kind der Familie Eberschweiler in Waxweiler geboren. Auch er besuchte ebenso wie seine Brüder Wilhelm und Karl das Friedrich Wilhelm-Gymnasium in Trier. Nachdem er sowohl das Gymnasium als auch das Bischöfliche Konvikt in Trier absolviert hatte, wollte er ursprünglich eine militärische Ausbildung anstreben. Er entschied sich jedoch zusammen mit seinem Bruder Wilhelm, das Leben eines Missionars zu führen und daher traten sie gemeinsam am 30. September 1858 in den Jesuitenorden in Münster ein. Friedrich erhielt am 15. Juli 1870 in Maria-Laach seine Priesterweihe und war seitdem bis 1871 im Deutsch-Französischen Krieg als Kaplan in einem Feldlazarett tätig. Von 1871 bis 1872 ging er nach Paderborn, um sein Tertiat im Jesuitenorden abzuschließen. Als am 4. Juli 1872 im Rahmen des Kulturkampfes das Jesuitengesetz in Kraft getreten war, beschloss er nach Nordamerika zur deutschen Buffalo Mission zu reisen, wo er am 10. August 1872 ankam. (Anmerk: Die Buffalo Mission war 1869 von deutschen Jesuiten übernommen worden, um die damals sehr zahlreichen deutschen Auswanderer im Mittleren Westen der USA in dem Gebiet der Großen Seen pastoral zu betreuen. Sie umfasste Gebiete von Minnesota bis zum US-Bundesstaat New York, wo ihr Zentrum lag.) Dort angekommen, begann er zunächst in Cleveland am Marienseminar zu unterrichten. Von 1874 bis 1881 wirkte er als Pfarrer in St. Marien im US-Bundesstaat Ohio und ab 1882 in Burlington (Iowa). 

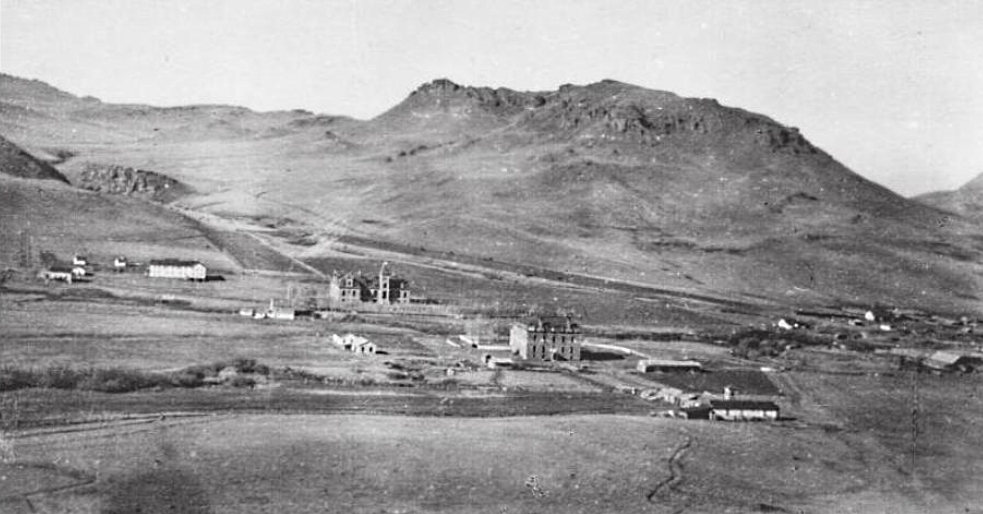
St. Peters Mission Montana (vor 1908)

Ende August 1883 kam Pater Fredrick Hugo Eberschweiler SJ, wie er sich dort jetzt nannte, nach Helena in Montana, wo er der St. Peter's Mission in der Nähe von Cascade zugeordnet wurde. Hier sollte er der erste residierende Indianermissionar im großen Gebiet des Übergangs von der Prärie zu den Rocky Mountains werden. Zu Beginn kümmerte er sich um Weiße Kinder und solche mit gemischter Abstammung in dieser Gegend. Um das Jahr 1885 besuchte er die Blackfoot und die Crow-Indianer und wohnte zeitweilig auch in deren Wigwams. Bei einem seiner Besuche im Fort Assiniboine in Montana sagten ihm die Indianer, dass sie sich eine eigene Mission wünschten. Hierauf schrieb P. Eberschweiler einen Brief an Präsident Cleveland und bat ihn um Erlaubnis, auf dem zum Reservat Fort Belknap gehörenden Areal eine Mission mit einem Schulgebäude errichten zu dürfen. Am 1. November 1885 erhielt er von Cleveland ein positives Antwortschreiben und am 8. Dezember wurde die neue Mission feierlich eingeweiht. P. Eberschweiler erlernte mit Hilfe des Dolmetscher William Bent die Sprache der Assiniboine und bald darauf begann er 20 Indianerkinder zu unterrichten. Als er sich auch die Sprache der Gros Ventre angeeignet hatte, verschaffte ihm dies großen Respekt unter den Indianern. 
 In den Jahren 1886/87 wurde die bisherige Mission aufgrund einer Knappheit an Holz, Treibstoff und Trinkwasser in das 40 Meilen entfernte Tal der “Little Rockies” in die Nähe von Peoples Creek verlegt. Die Mission wurde am 15. September 1887 fertiggestellt und eine Gruppe von Ursulinenschwestern unterstützte die Patres bei ihrer Arbeit in der Schule mit zunächst 25 Schülerinnen und Schülern. 1888 eröffnete die Regierung offiziell die Fort Belknap Indianerreservation als kleiner Rest des ehemals großen Jagd-Gebietes der Blackfeet und Nakoda Nationen. Pater Eberschweiler übernahm die schwierige Aufgabe, aus Jägern und Sammlern, sowohl sesshafte Ackerbauern als auch Christenmenschen zu machen. Bis Ende 1887 hatte P. Eberschweiler 138 Kinder unter sieben Jahren und 21 Erwachsene getauft, bis Ende 1890 wuchs die Zahl seiner Taufen noch auf etwas über 500 an. Nachdem Pater Balthasar Feusi SJ (1854–1936) als sein Nachfolger in St. Paul ernannt worden war, wurde P. Eberschweiler 1891 nach Harlem (Montana), einer Bahnstation an der Great Northern Railway versetzt, wo er wieder Assiniboines betreute, die in der Fort Peck Indian Agency arbeiteten. 1893 wurde er nach Fort Benton und 1896 nach Chinook (Montana) versetzt. 1896 veröffentlichte er in Columbus (Ohio) ein Gebetbuch mit dem Titel „Watshegiyabe“ in der Assiniboine Sprache. Von 1900 bis 1912 betätigte sich P. Eberschweiler als Seelsorger für die weißen Einwohner, die sich im Zuge des Baus der Nord Pazifik Bahn niedergelassen hatten und gründete sieben Kirchen entlang der Great Northern Railroad. Ab 1912 lebte er in Great Falls (Montana) bei den Franziskanerinnen des Spitals, das er selbst gegründet hatte. Friedrich Eberschweiler verstarb am 13. Juli 1918 in Havre im Hill County in Montana. Bestattet wurde er auf dem Jesuitenfriedhof der Provinz Oregon in Spokane im US-Bundesstaat Washington. Der Grabstein von Pater Fredericus Eberschweiler trägt u. a. die Inschrift INC. SEPT. 30. 1858, was das Datum war, an dem er gemeinsam mit seinem Bruder Wilhelm in Münster in den Jesuitenorden (inc. für incipiens lat. „beginnend“) eingetreten war.

### Karl Mathias Eberschweiler (1841–1911)
Pater Carolus Eberschweiler SJ wurde am 19. September 1841 in Waxweiler geboren. Er besuchte ebenso wie seine beiden älteren Brüder Wilhelm und Friedrich das Friedrich-Wilhelm-Gymnasium in Trier. Nachdem er die Tertia absolviert hatte, begann er eine Lehre bei seinem Taufpaten, um sich als Apotheker ausbilden zu lassen. Danach besuchte er gemeinsam mit seiner Mutter die beiden älteren Brüder in Münster. Auf Anraten der Mutter machte er, wie die Mutter es ihm sagte, die Exerzitien, um sich gegen die Gefahren des Weltlebens zu schützen. In das Noviziat in Münster trat er offiziell am 7. Oktober 1860 ein und schuf sich so ein solides Fundament für das geistliche Leben. Nach dem Noviziat absolvierte er Studien der Humanität und Rhetorik auf der Friedrichsburg, worauf noch ein drei Jahre währendes Studium der Philosophie in Maria-Laach folgte. 1868 führte ihn das Kolleg nach Feldkirch in Österreich als Präfekt im ersten Pensionat. 1871 kehrte er für ein vierjähriges Studium der Theologie zurück nach Maria-Laach. Im Anschluss absolvierte er sein Tertiat in Exaeten unter Pater Oswald und dann ging er nach Indien, was seinem innigsten Herzenswunsch entsprach. Dort waltete er als Generalpräfekt in den Kollegien St. Franz-Xavier und St. Mary's in Bombay. Zwischenzeitlich verbrachte er ein Jahr in der Heidenmission, als ihn seine Oberen zurück nach Bandora im indischen Bundesstaat Goa sandten. Hier erkrankte er nach drei Jahren apostolischer Arbeit und er musste, nachdem eine Genesung in Indien nicht zu erwarten war, im Jahr 1890 nach Europa zurückkehren. Er ging zunächst für ein Jahr zurück nach Maria-Laach und wirkte dort als Spiritual, ebenso in Portico (England), wo er sich im folgenden Jahr aufhielt. Dann wechselte er für die nächsten 9 Jahre nach Elkenroth im Westerwald, um dort die katholische Arbeiterkolonie St. Josef weiter aufzubauen. Ein weiterer Schwerpunkt war die Betreuung der ihm unterstellten Pfarrgemeinde. Nach Elkenroth führte in sein Weg in die Indianer-Mission St. Francis im US-Bundesstaat South Dakota. Kaum hatte er sich dort eingelebt, wurde er wieder abberufen, um als Spiritual im Päpstlichen Kolleg Josephinum in Columbus zu arbeiten. Hier beging er 1910 sein goldenes Ordensjubiläum und er betreute insgesamt 10 Jahre lang mehr als 100 Studenten sowie über 50 Seminaristen. Gegen Ende des Schuljahres 1911 erkrankte er so schwer, dass man ihn in das St. Antoniusspital bringen musste, wo er dann am 21. Oktober 1911 denen zugezählt wurde, von denen es heißt: „Beati mortui, qui in Domino moriuntur“, (deutsch: Selig sind die Toten, die im Herrn sterben).

### Johann Sylvester Eberschweiler (1843–1850)
Der zweitjüngste Bruder Johann Sylvester wurde am 31. Dezember 1843 in Bitburg geboren und verstarb dort bereits im Alter von 7. Jahren am 22. Juli 1850. Im Sterbeakt wurde der Name Johann Baptist vermerkt.

### Charlotte Caroline Eberschweiler (1847–1850)
Die jüngste Schwester Charlotte Caroline wurde am 29. Juli 1847 in Bitburg geboren und verstarb dort am 11. März 1850.

### Johann Franz Eberschweiler (1852–1911)
Der jüngste Bruder Johann Franz (Franciscus) Eberschweiler SJ wurde am 3. Januar 1852 in Bitburg geboren. Er trat, nachdem er im Pensionat in Feldkirch die siebte Klasse absolviert hatte, am 9. Januar 1870 in das Noviziat in Gorheim ein, wo er seinen ältesten Bruder Wilhelm noch ein Jahr als Novizenmeister hatte. Sein restliches Leben verbrachte Franziskus im Status eines Scholastikers, der durch eine Krankheit tödlich endete. Da er außerhalb der Häuser des Jesuitenordens in der psychiatrischen Klinik Sint-Annendael in Diest Grauwzusters behandelt wurde, konnte er, so wird es angenommen, sein Noviziat nie beenden und verstarb dort wohl letztlich an den Folgen einer psychischen Erkrankung am 19. Februar 1911.

## Werke
- Gnade und Tugend als Inbegriff des inneren Lebens: Geistliche Unterweisungen besonders für die Zwecke der monatlichen Geisteserneuerung, Wilhelm Eberschweiler (Verfasser), Walter Sierp (Hrsg.), Verlag Warendorf 1932, 349 S.
- Gott ist gut: "Bericht über mein Leben", Wilhelm Eberschweiler (Verf.), Peter Krumscheid (Hrsg.), Paulinus Verlag Trier 1952, 66 S.[25]
- Christus suchen und finden: 3 Vorträge, Wilhelm Eberschweiler (Verf.), Peter Krumscheid (Hrsg.), Trier, Dackweiler 1967 und 1971, 71 S.
- Unser Freund: Jesus im Allerheiligsten Sakrament, Vortrag von Wilhelm Eberschweiler, 6. Auflage, Trier, Ignatiushaus - Leutesdorf/Rhein, Kath. Schriftenmission 1978, 32 S.
- Segen der Herz-Jesu-Verehrung: ein Vortrag und Novene, Wilhelm Eberschweiler (Verfasser), 2. Auflage, Trier, Ignatiushaus - Leutesdorf/Rhein, Kath. Schriftenmission 1978, 40 S.
- Im Alltag als Christ leben, zwei Vorträge von P. Wilhelm Eberschweiler SJ über die rechte gute Meinung, 1. Auflage, Leutesdorf, K. Schriftenmission - Trier Ignatiushaus 1978, 48 S.
- Gebetbüchlein für Verehrer Mariä, Devis, Johann Baptist und Eberschweiler, Wilhelm, Münster (Westf.), Coppenrath 1911, 206 S.
- Die Beichte, ein Vortrag, Eberschweiler, Wilhelm, Trier Paulinus-Dr. 1975, 32 S.
- Gottesliebe, Eberschweiler, Wilhelm, Trier Ignatiushaus 1961, 34 S.
- Die neun Liebesdienste gegen das Heiligste Herz Jesu nach der sel. Margareta Maria Alacoque, Schneider, Joseph und Eberschweiler, Wilhelm, Paderborn Schöningh 1917, 95 S.
- Seelenführung, Eberschweiler, Wilhelm, Trier Paulinus Druckerei 1955, 18 S.